# Villaggi di Niue

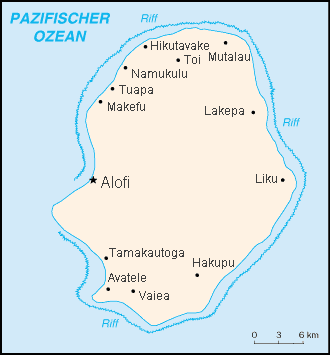
Villaggi Niue

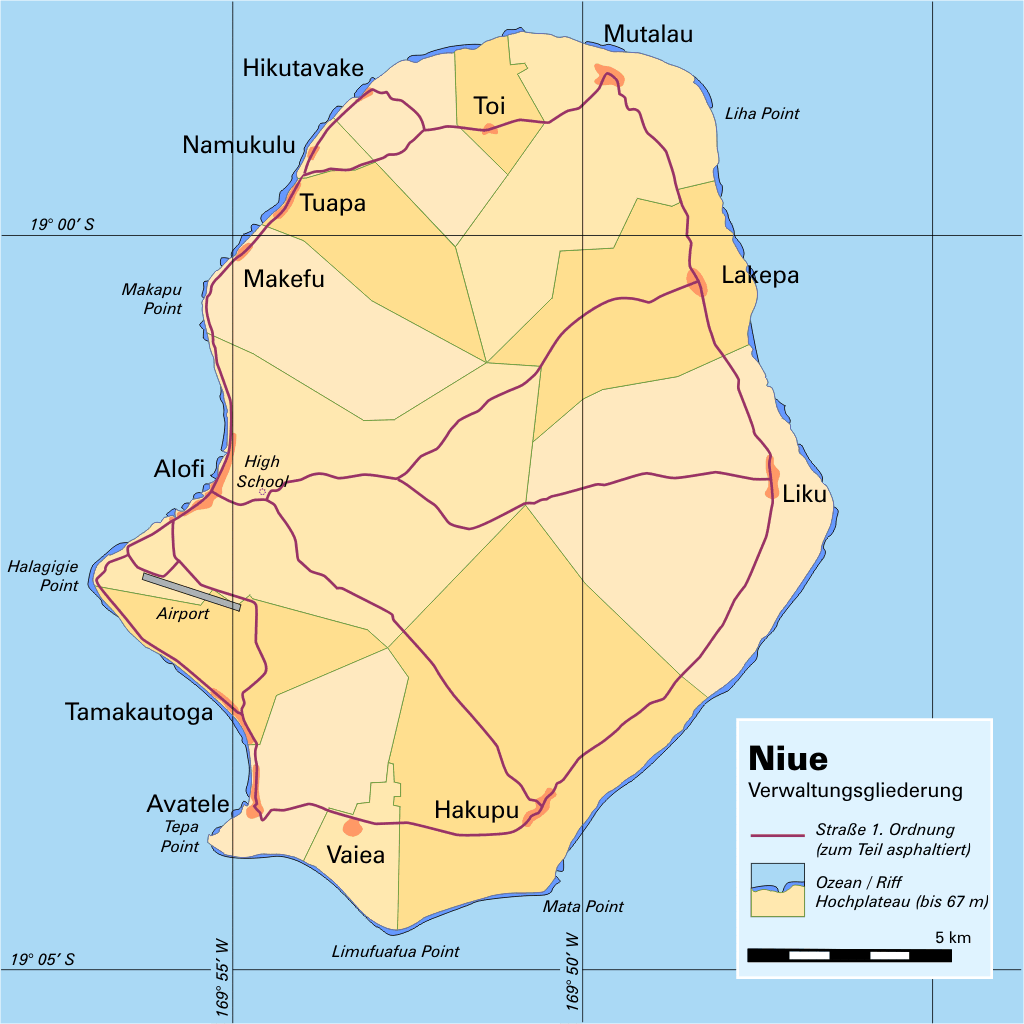
Limiti amministrativi dei villaggi

Questa lista di villaggi di Niue elenca i quattordici villaggi (municipalità) in cui è amministrativamente divisa l'isola di Niue, nell'Oceano Pacifico, in libera associazione con la Nuova Zelanda. Ogni villaggio ha un rappresentante presso l'Assemblea di Niue.
| No.                                   | Villaggio   | Popolazione (censimento 2017) | Area km² | Densità (km−2) |
| ------------------------------------- | ----------- | ----------------------------- | -------- | -------------- |
| Motu (area storica tribale del nord)  |             |                               |          |                |
| 1                                     | Makefu      | 70                            | 17.13    | 4.1            |
| 2                                     | Tuapa       | 112                           | 12.54    | 8.9            |
| 3                                     | Namukulu    | 11                            | 1.48     | 7.4            |
| 4                                     | Hikutavake  | 49                            | 10.17    | 4.8            |
| 5                                     | Toi         | 22                            | 4.77     | 4.6            |
| 6                                     | Mutalau     | 100                           | 26.31    | 3.8            |
| 7                                     | Lakepa      | 87                            | 21.58    | 4              |
| 8                                     | Liku        | 98                            | 41.64    | 2.4            |
| Tafiti (area storica tribale del sud) |             |                               |          |                |
| 9                                     | Hakupu      | 220                           | 48.04    | 4.6            |
| 10                                    | Vaiea       | 115                           | 5.40     | 21.3           |
| 11                                    | Avatele     | 143                           | 13.99    | 10.2           |
| 12                                    | Tamakautoga | 160                           | 11.93    | 13.4           |
| 13                                    | Alofi Sud   | 427                           | 46.48    | 12.8           |
| 14                                    | Alofi Nord  | 170                           | 46.48    | 12.8           |
|                                       | Niue        | 1784                          | 261.46   | 6.8            |